# Чтение о Борисе и Глебе
Чтение о житии и погублении блаженных страстотерпцев Бориса и Глеба — памятник древнерусской литературы, написанный преподобным Нестором Летописцем. «Чтение» посвящено истории убийства князей Бориса и Глеба и, по мнению ряда исследователей, было написано раньше «Сказания о Борисе и Глебе», созданного, по их версии, после 1115 года на основе «Чтения» и летописного материала.
«Чтение» начинается с пространного введения, в котором Нестор излагает всю библейскую историю от сотворения мира. Он сокрушается, что, когда христианство получило распространение, то лишь Русь оставалась «в первой [прежней] прелести идольской [оставалась языческой]». Крещение Руси князем Владимиром он описывает как всеобщее торжество и радость. Далее излагается традиционная версия истории убийства Святополком Бориса и Глеба, который, в изложении Нестора, действует по козням дьявола. В каждой из ситуаций, описанных в чтении, Нестор подыскивает аналогию или прообраз в прошлой мировой и библейской истории.
«Чтение» написано в агиографическом жанре, автор описывает неизвестные по летописям факты из юности Бориса (мечта о мученической смерти под влиянием чтения житий святых, уклонение от вступления в брак и женитьба лишь по настоянию отца: «не похоти ради телесныя», а «закона ради цесарьскаго и послушания отца»). В тех местах, где «Чтение» совпадает с летописным рассказом, у Нестора даются иные, житийные трактовки событий. Например, в летописях о походе Бориса на печенегов по поручению отца говорится, что Борис вернулся в Киев, так как не «обрел» (не встретил) вражеское войско, а в «Чтении» враги бегут от него, так как не решаются «стати против блаженного». При описании убийства братьев Нестор сообщает лишь о ритуальном, с цитированием псалмов, молении обречённых князей, которые по окончании молитвы торопят убийц «скончать своё дело».
По мнению филолога-медиевиста О. В. Творогова:

На примере «Чтения» мы можем судить о характерных чертах агиографического канона — это холодная рассудочность, осознанная отрешенность от конкретных фактов, имен, реалий, театральность и искусственная патетика драматических эпизодов, наличие (и неизбежное формальное конструирование) таких элементов жития святого, о каких у агиографа не было ни малейших сведений…